# Daviscupový tým Ruska
Daviscupový tým Ruska reprezentuje Rusko v Davisově poháru od roku 1962 pod vedením národního svazu Ruské tenisové federace. Vítězem soutěže se stal v letech 2002, 2006 a 2021. V ročnících 1994, 1995 a 2007 odešel z finále poražen.

## Historie

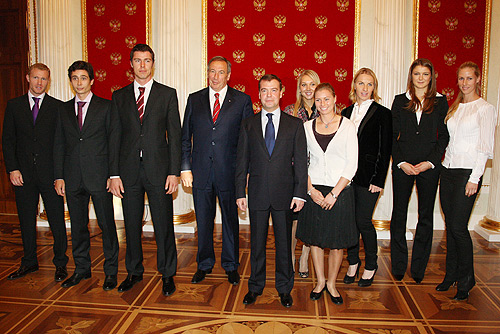
Prezident Medveděv na setkání s daviscupovým a fedcupovým týmem v Kremlu

V roce 2008 se Rusko dostalo do semifinále, když cestou porazilo týmy Srbska 3:2 a Česka 3:2. V semifinále ho porazil tým Argentiny 2:3.
Poprvé sovětský tým, jehož nástupcem se stalo ruské družstvo, startoval v poháru roku 1962. V letech 1991 a 1992 bylo v názvu obsaženo jméno organizace Společenství nezávislých států.
V roce 1977 bojkotovali sovětští tenisté světové turnaje, jakožto projev nesouhlasu proti opatřením Mezinárodní tenisové federace vůči jejich daviscupovému družstvu, které odmítlo v předchozím ročníku nastoupit k mezipásmovému semifinále s Chile z důvodu existence Pinochetova režimu v této zemi.

## Výsledky

### 2019–2029
| Rok  | Úroveň                            | Datum         | Místo  | Povrch    | Soupeř     | Skóre | Výsledek  |
| ---- | --------------------------------- | ------------- | ------ | --------- | ---------- | ----- | --------- |
| 2019 | Kvalifikační kolo                 | 1.–2. února   | Biel   | tvrdý (h) | Švýcarsko  | 3–1   | výhra     |
| 2019 | Finálový turnaj, základní skupina | 18. listopadu | Madrid | tvrdý (h) | Chorvatsko | 3–0   | výhra     |
| 2019 | Finálový turnaj, základní skupina | 19. listopadu | Madrid | tvrdý (h) | Španělsko  | 1–2   | prohra    |
| 2019 | Finálový turnaj, základní skupina | 22. listopadu | Madrid | tvrdý (h) | Srbsko     | 2–1   | výhra     |
| 2019 | Finálový turnaj, semifinále       | 23. listopadu | Madrid | tvrdý (h) | Kanada     | 1–2   | prohra    |
| 2021 | Finálový turnaj, základní skupina | 27. listopadu | Madrid | tvrdý (h) | Ekvádor    | 3–0   | výhra     |
| 2021 | Finálový turnaj, základní skupina | 28. listopadu | Madrid | tvrdý (h) | Španělsko  | 2–1   | výhra     |
| 2021 | Finálový turnaj, základní skupina | 2. prosince   | Madrid | tvrdý (h) | Švédsko    | 2–0   | výhra     |
| 2021 | Finálový turnaj, semifinále       | 4. prosince   | Madrid | tvrdý (h) | Německo    | 2–1   | výhra     |
| 2021 | Finálový turnaj, finále           | 5. prosince   | Madrid | tvrdý (h) | Chorvatsko | 2–0   | vítězství |

## Aktuální tým
- Igor Kunicyn
- Marat Safin
- Igor Andrejev
- Michail Južnyj